# Rozhen Peninsula
Rozhen Peninsula (bułg. полуостров Рожен ) – półwysep w południowo-zachodniej części Wyspy Livingstona w archipelagu Szetlandów Południowych.

## Opis
Rozhen Peninsula to półwysep o długości 9 km w południowo-zachodniej części Wyspy Livingstona, wcinający się pomiędzy wody zatoki False Bay na zachodzie i Brunow Bay i Cieśniny Bransfielda na południowym wschodzie . 
W 1968 roku został zmapowany przez Wielką Brytanię, w 1991 roku przez Hiszpanię, a w latach 1995–1996 przez Bułgarię .
Jego nazwa nawiązuje do Monasteru Rożeńskiego (bułg. Роженски манастир) w górach Piryn, w południowo-zachodniej Bułgarii .